# 结构功能主义
結構功能主義（英語：Structural functionalism），通常簡稱為功能主義（Functionalism），又稱功能學派或功能論，是結構理論的框架，視社會為眾多部件組成的複雜系統，這些部件為了促使社會穩固及穩定運作而協力合作。
結構功能主義使用宏觀取向的方式觀看社會，重視塑造社會形態的社會結構，並視其為整體，相信社會演變就像具有多個器官一樣。除了社會結構外，結構功能主義亦會透過社會功能角度理解社會。功能主義視社會為其部件的功能綜合體，包括社会風俗傳統、常規機制。
赫伯特·斯賓塞形容這些社會的部件有如「人體器官」一般，使「身體」能良好運作而努力。基本來說，結構功能主義嚴格檢視每一個社會特式、風俗、實踐方式等元素怎樣能如願地促成穩定而有凝聚力的系統。對塔爾科特·帕森斯來說，結構功能主義在描述社會科學方法論的發展階段，而不是特定的思想流派。
結構功能主義指出，所有社會現象——無論這現象多不道德、多荒謬、多邪惡、多不應該存在，只要它確實存在，則必然發揮某種社會功能，例如賄選、黑市交易等。結構功能主義的研究目標是尋找這些表象底層所代表的社會功能，以此理解社會系統的運作。

## 理論
古典理論使用社會進化論的生物學類比和概念作為定義：
自奧古斯特·孔德開始，功能主義者的思想就朝著生物學方向尋找答案，期望科學能為社會科學找到一個最接近及兼容的模型。生物學引導了他們將社會系統的結構及功能轉化為概念，也幫助他們對從適應機制而來社會演化進行分析。功能主義者很強調社會世界與個體部件（組成的行為者，人類對象）相比有著卓越的地位。——安東尼·紀登斯，《社會的構成:結構化理論綱要》

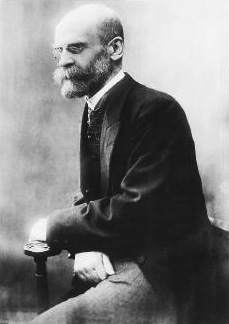
艾彌爾·涂爾幹

雖然有些人將功能主義理解為由盧梭等政治哲學家提出的社會有機類比的邏輯延伸，社會學獲得工業化的資本主義社會（或稱作「現代性」）機構的密切關注。功能主義在馬瑟·牟斯、布羅尼斯拉夫·馬林諾夫斯基及拉德克利夫-布朗等理論學的工作中獲得一些人類學基礎。在拉德克利夫-布朗的用法中「結構」這個前綴首次出現。拉德克利夫-布朗提出，大部沒有國家的「原始」社會並沒有強力的中央機關，們是由基於血統而連繫在一起的群體而成的協作團體 。結構功能主義也採用了馬林諾夫斯基的論點，認為社會的基本組成部件是核心家庭，而氏族是其衍生物，並非「反之亦然」。
艾彌爾·涂爾幹對於社會維持內部穩定及持續存活的確定性感到擔憂。他提出社會更像是分割成多個等效部分，因為共同價值、共通的符號及交流系統才維系在一起。涂爾幹使用「機械團結」（mechanical solidarity）來形容這些「基於共同的情感和共同的道德價值觀，在工業化之前的社會有強大作用」的社會紐帶 。在現代，複雜社會中的成員進行差異性很大的工作，導致嚴重的相互倚靠。基於上面提及的生物學比喻，多個組件共同協力來維持整體的運作，涂爾幹認為複雜社會是以「有機團結」(organic solidarity)維系在一起，稱「基於專門化及相互倚靠，在工業化社會有強大作用」。
奥古斯特·孔德在之後認為，社會構成一個獨立的現實「層次」，將生物學及無機物有所區分出來。因此這個層次適合對社會現象作出解釋，可見個體相對於穩定的社會角色，不過是臨時人員。結構功能主義的主要關注點是延續涂爾幹的工作，解釋社會能持續地保持表面上穩定及有內部凝聚力的原因。
社會被認為是相關、聯系的、本質上是由關係構造而成的，以器官似的形式在無意識、類似是自動的形式以各種的工作朝著達致整體的社會均衡而運行著。因此，所有社會及文化現象在互相協同的意義上被視為「功能」，確實地被認為具有本身的「生命」。他們主要分析這個意義上的功能。個人的重要性不在於單單那個人，而是他的身份和地位在社會關上的模式，以及與他身份有關的各種行為。因此，社會結構是由賦予的角色連結而成的身份網絡。
此觀點易於視為於與政治保守主義完全相等。但是，強調「複雜系統」的傾向往往導致功能主義者與衝突理論產生對比，後者強調的是社會問題和不平等。

## 傑出的理論家

### 赫伯特·斯宾塞

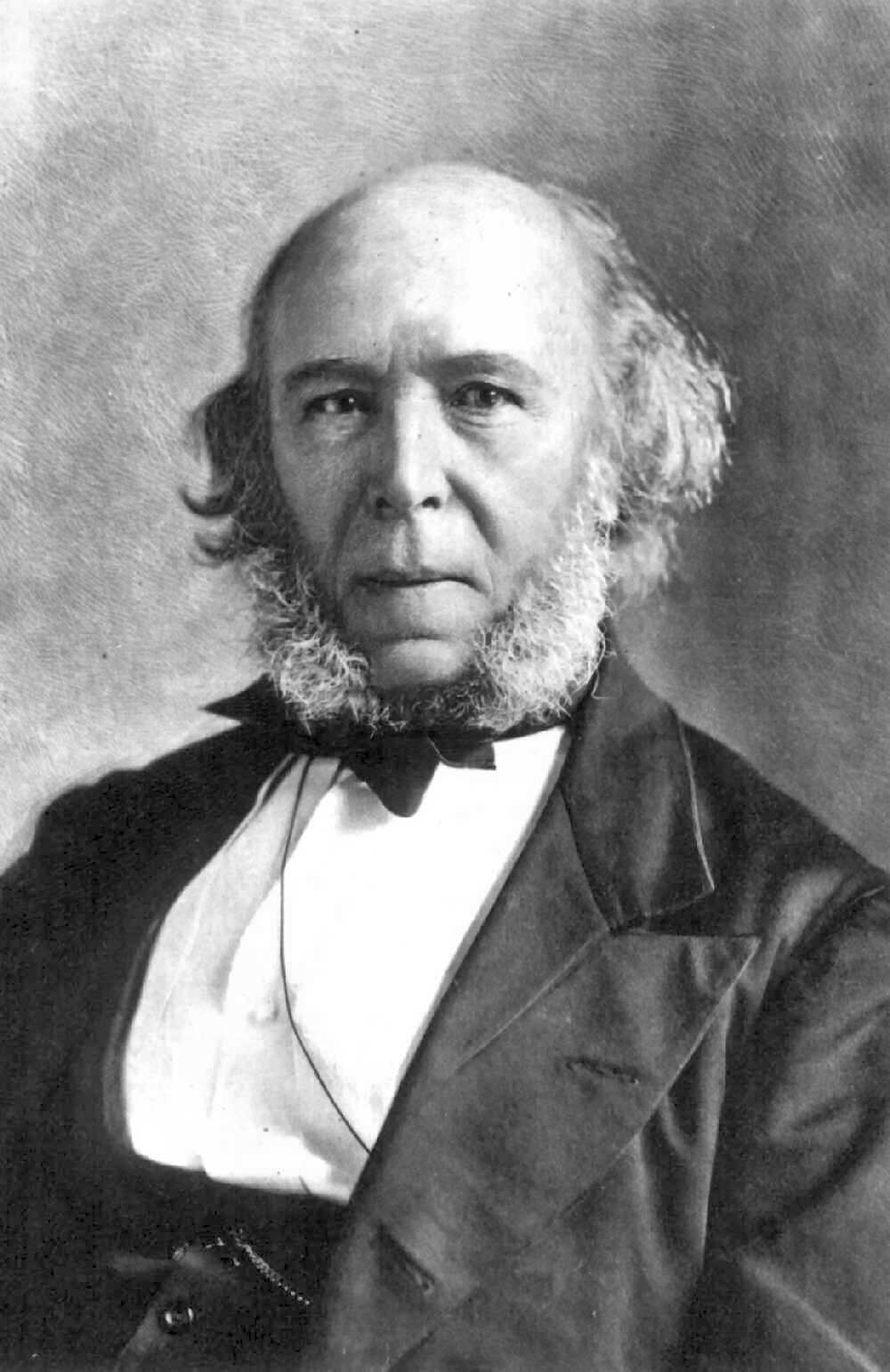
赫伯特·斯宾塞

赫伯特·斯宾塞 (1820–1903)是一個英國哲學家，他知名於將自然選擇理論套用於社會。他在很多方面來說，他是第一個真正的社會學功能主義者。事實上，當涂爾幹廣泛被認為是功能主義最重要的實證主義理論家，人們也知道他的分析是摘自斯宾塞的著作，尤其是他的《社會學原理》。在描述社會時，斯宾塞將其暗示為人體的類比。就如人類的結構部件—骨骼、肌肉及各種內在器官—為了幫助整個生物生存而個別獨立地運作著。社會結構也協同工作以維持社會存續。
閱讀斯宾塞巨量的篇幅可能很乏味（有著長篇的段落解釋有機類比，附以細胞、簡單有機體、動物、人類及社會的參考內容），裡面也有一些重要的見解靜靜地影響了很多現代的理論家，包括塔爾科特·帕森斯的早期著作《社會行動的結構》。文化人類學也一直使用功能主義。
斯宾塞在很多方面是一個政治社會學家，他辦認了統一和中央化的政權在特定的政體可能會破壞其應變能力。換句話說，他認為一個中央集權的政權會傾向停滯，最終呈現去中心化的壓力。

### 塔尔科特·帕森斯
塔尔科特·帕森斯 在1930年代開始他的寫作，對社會學、政治科學、人類學、心理學作出貢獻。帕森斯很受涂爾幹及馬克斯·韋伯的影響，他將二人的研究合成為他的行動理論，它基於系統理論的概念及自願行動的方法論原理。他認為「社會是由個體的行為組成」。因比，他的出發點是兩個個人面對一系列怎樣採取行動的選擇時，兩者之間的互動。他指出人們的選擇是受到多個物理及社會因素的影響和限制。
帕森斯堅持每個人也期望其他人的行動及對他的行為的反應，並影響他自身的行為，這些期望是「出自」他們所居位的社會的常規及價值觀。就如帕森斯所強調的，在一般情況下一方面的行為和社會常規之間不能「完美配合」，所以人際關係總是不會完整或「完美」。
結構功能主義及帕森斯受到很多的批評。多個批評者指出帕森斯沒有強調政治和貨幣的鬥爭、社會變革的基礎，及大量「操控」以致其不受質量和標準約束。結構功能主義及大部份帕森斯的寫作似乎對於制度化及非制度化行為之間的關係、制度化出現的過程的方面表現不足。

## 具影響力的理論家
- 金斯利·戴维斯
- 邁克爾·丹頓（英语：Michael Denton）
- 埃米尔·涂尔干
- 大衛·基恩（英语：David Keen）
- 尼克拉斯·盧曼
- 布罗尼斯拉夫·马林诺夫斯基
- 罗伯特·金·莫顿
- 威爾伯特·摩爾（英语：Wilbert E. Moore）
- 喬治·默多克（英语：George Murdock）
- 塔爾科特·帕森斯
- 阿弗烈·芮克里夫-布朗
- 赫伯特·斯賓塞
- 費孝通

### 引用
1. 1 2 3 4 5  Macionis, John. . Gerber, Linda Marie 7th. Toronto, Canada: Pearson Prentice Hall. 1944–2011. ISBN 9780137001613. OCLC 652430995.
2. ↑  DeRosso, Deb. . Wisc-Online OER.   [2012-09-20]. （原始内容存档于2015-10-07） （英语）.
3. ↑  Urry, John. . . Routledge. 2000: 23  [2019-10-03]. ISBN 978-0-415-19089-3. （原始内容存档于2019-12-12）.
4. 1 2  1902-1979., Parsons, Talcott. . New York: Free Press. 1977. ISBN 978-0029248003. OCLC 2968515.
5. ↑  François., Bourricaud.  Pbk. Chicago: University of Chicago Press. 1981. ISBN 978-0226067568. OCLC 35778236.
6. ↑  Anthony., Giddens. . Berkeley. 1984. ISBN 978-0520052925. OCLC 11029282.
7. ↑  Porth, Eric; Neutzling, Kimberley; Edwards, Jessica. . anthropology.ua.edu.   [2018-09-20]. （原始内容存档于2011-11-20）.
8. ↑  Rice, Keith. .   [23 February 2012]. （原始内容存档于22 February 2012）.
9. ↑  Rice, Keith. .   [23 February 2012]. （原始内容存档于22 February 2012）.
10. ↑  S., Fish, Jonathan. . Alershot, Hants, England: Ashgate. 2005. ISBN 978-0754641384. OCLC 60543408.
11. 1 2  H., Turner, Jonathan. . Beverly Hills, California: Sage Publications. 1985. ISBN 978-0803922440. OCLC 11444338.
12. 1 2  W., Allport, Gordon. . Kluckhohn, Clyde., Murray, Henry A., Parsons, Talcott., Sears, Robert R., Sheldon, Richard C., Shils, Edward A. [Erscheinungsort nicht ermittelbar]: Harvard University Press. 1951. ISBN 9780674863491. OCLC 900849450.
13. ↑  Craib, Ian.  2nd. New York: St. Martin's Press. 1992. ISBN 978-0312086749. OCLC 26054873.

### 書籍
- Barnard, A. 2000. History and Theory in Anthropology. Cambridge: CUP.
- Barnard, A., and Good, A. 1984. Research Practices in the Study of Kinship. London: Academic Press.
- Barnes, J. 1971. Three Styles in the Study of Kinship. London: Butler & Tanner.
- Elster, J., (1990), “Merton's Functionalism and the Unintended Consequences of Action”, in Clark, J., Modgil, C. & Modgil, S., (eds) Robert Merton: Consensus and Controversy, Falmer Press, London, pp. 129–35
- Gingrich, P., (1999) “Functionalism and Parsons” in Sociology 250 Subject Notes, University of Regina, accessed, 24/5/06,  uregina.ca （页面存档备份，存于）
- Holy, L. 1996. Anthropological Perspectives on Kinship. London: Pluto Press.
- Homans, George Casper (1962). Sentiments and Activities. New York: The Free Press of Glencoe.
- Hoult, Thomas Ford (1969). Dictionary of Modern Sociology.
- Kuper, A. 1996. Anthropology and Anthropologists. London: Routledge.
- Layton, R. 1997. An Introduction to Theory in Anthropology. Cambridge: CUP.
- Leach, E. 1954. Political Systems of Highland Burma. London: Bell.
- Leach, E. 1966. Rethinking Anthropology. Northampton: Dickens.
- Lenski, Gerhard (1966). "Power and Privilege: A Theory of Social Stratification." New York: McGraw-Hill.
- Lenski, Gerhard (2005). "Evolutionary-Ecological Theory." Boulder, CO: Paradigm.
- Levi-Strauss, C. 1969. The Elementary Structures of Kinship. London: Eyre and Spottis-woode.
- Maryanski, Alexandra (1998). "Evolutionary Sociology." Advances in Human Ecology. 7:1-56.
- Maryanski, Alexandra and Jonathan Turner (1992). "The Social Cage: Human Nature and the Evolution of Society." Stanford: Stanford University Press.
- Marshall, Gordon (1994). The Concise Oxford Dictionary of Sociology. ISBN 0-19-285237-X
- Parsons, T., (1961) Theories of Society: foundations of modern sociological theory, Free Press, New York
- Perey, Arnold (2005) "Malinowski, His Diary, and Men Today （页面存档备份，存于） (with a note on the nature of Malinowskian functionalism)
- Sanderson, Stephen K. (1999). "Social Transformations: A General Theory of Historical Development." Lanham, MD: Rowman & Littlefield.
- Turner, Jonathan (1995). "Macrodynamics: Toward a Theory on the Organization of Human Populations." New Brunswick: Rutgers University Press.
- Turner, Jonathan and Jan Stets (2005). "The Sociology of Emotions." Cambridge. Cambridge University Press.